# بی‌گناهان وحشی
بی‌گناهان وحشی (انگلیسی: The Savage Innocents) که در ایران با عنوانِ برف‌های خونین هم شناخته می‌شود، نام فیلمی به کارگردانی نیکلاس ری است که در سال ۱۹۶۰ میلادی منتشر شد.